# Бансявичюс, Рамутис Юозович
Рамутис Пятрас Юозович Бансявичюс (Ramutis Bansevičius) — советский и литовский учёный в области динамики прецизионных систем, доктор технических наук, академик АН Литвы (1998—2014; с 2014 года академик-эмеритус); лауреат Государственной премии Литовской ССР (дважды — 1974, 1986).

## Биография
Родился 23 февраля 1939 года в Мариямполе.
Окончил 12-ю среднюю школу Каунаса (1956), Каунасский политехнический институт (1961) и заочную аспирантуру при Институте энергетики Литовской академии наук (1963—1967).
Инженер-конструктор завода «Апвия» (1961—1962), инженер Каунусского филиала ENIMS (1962—1968).
С 1963 года (сначала по совместительству) работал в Каунасском политехническом институте (с 1990 года Каунасский технологический университет; КТУ): инженер, научный сотрудник, заведующий лабораторией вибротехники, доцент, профессор (1984), в 2000—2007 годах ректор КТУ. В 2012—2017 годах председатель Совета КТУ.
В 1967 году защитил кандидатскую, в 1982 году — докторскую диссертацию.
Автор около 250 статей, 7 книг в области динамики прецизионных систем. Соавтор множества изобретений СССР , 15 зарубежных патентов на адаптивные прецизионные механотронные системы.

## Награды и звания
Член-корреспондент Академии наук Литовской ССР (1990), академик АН Литвы (1998).
Лауреат Государственной премии Литовской ССР (дважды — 1974, 1986), Научной премии Литовы (2010), премии Литовской Академии наук имени Казимираса Симонавичюса (механика) за исследовательскую работу «Разработка и исследование систем пьезомеханической мехатроники». Награждён орденом Гедимина 5-й степени (1999).

## Сочинения
- Вибродвигатели / Р. Ю. Бансявичюс, К. М. Рагульскис. — Вильнюс : Мокслас, 1981. — 193 с. : ил.; 22 см.
- Пьезоэлектрические измерители твердости : Аналит. обзор / Р. Ю. Бансявичюс, С. В. Баскутис. — Вильнюс : ЛитНИИНТИ, 1989. — 57,[2] с. : ил.; 20 см.
- Вибрационные преобразователи движения [Текст] / [Р. Ю. Бансявичюс и др.]; под. ред. К. М. Рагульскиса. — Ленинград : Машиностроение, Ленинградское отд-ние, 1984. — 64 с. : ил.; 21 см.
- Промышленные роботы для миниатюрных изделий [Текст] / [Р. Ю. Бансявичюс, А. А. Иванов, Н. И. Камышный и др.]; под ред. В. Ф. Шаньгина. — Москва : Машиностроение, 1985. — 263 с. : ил.; 21 см.
- Прецизионные вибромеханические сканирующие устройства, 1991 г.
- Vibromotors for Precision Microrobots by K. Ragulskis, R. Bansevicius, R. Barauskas and G. Kulvietis. Hemisphere Publishing Corporation, New York, 1988, 310 pages.